# ムーラン・ルージュ プロダクション
ムーラン・ルージュ プロダクションは、日本の声優事務所。

## 歴史・概要
- 2018年（平成30年）1月 - 設立。
- 2020年（令和2年）4月 - 活動休止。

主に音響制作やゲームやイベントのブッキングなどを行っているほか、フリーランスになりたての声優の窓口の機能を担うためのマネージメントを行っていた。所属していた声優それぞれが独立する方向になり、一定の役割を終えたとして活動を一旦休止することとなった。
声優のマネージメントにとらわれず、舞台やイベント、生配信など様々なチャレンジを行っていた。アプリゲームやブラウザゲーム、シチュエーションCDなどの仕事が多かった。ゲームブランド「花梨エンターテイメント」の本社であるバニラシュガースタジオと住所が一致し、国税庁の法人番号公表サイトに当プロダクションが登録されていないことから、バニラシュガースタジオが運営していた声優プロダクション部と考えられる。

## かつての所属者
- 大下菜摘（現所属：オフィスアネモネ（預かり））
- 飯田利信
- 野辺健太
- 佐藤一輝